# Storm över Anderna
Storm över Anderna är en svensk dokumentärfilm från 2015 i regi av Mikael Wiström. Den hade premiär vid Göteborgs filmfestival den 28 januari 2015 och biopremiär den 6 februari 2015.

## Bakgrund och handling
I maj 2010 befann sig Wiström i en peruansk by i Anderna för att inleda arbetet med en ny film. Han fick då ett mail från Sverige från Josefin Augusta Ekermann, en kvinna som sett hans tidigare dokumentärfilmer och fattat tycke för dem. Hon berättade att hon har peruansk släkt på pappans sida och att det var i hennes farföräldrars hem i staden Ayacucho som den maoistiska gerillan Sendero Luminoso bildades. Här möttes Ekermanns faster Augusta La Torre och Senderos ledare Abimael Guzman och de gifte sig 1964. År 1980 inledde Sendero Luminoso ett blodigt uppror i Ayacucho som ledde vidare till ett inbördeskrig.
Wiström hade träffat Samuel Gonzales Osis 1974 i samband att han arbetade som filmfotograf i området. Gonzales Osis fick senare en dotter, Flor Gonzales Barbarán, som växte upp under kriget. Gonzales Barbaráns äldre bror Claudio blev avrättad under ett uppror i ett fängelse dit han förts anklagad för att tillhöra Sendero. Wiströms ursprungliga tanke med sin film var att skildra Gonzales Barbarán försök att förstå sin brors historia. Ekermanns mail till Wiström gjorde att filmen utvecklades till att handla hur Ekermann reser till Peru för att söka historien om sin faster Augusta. Under resans gång träffar hon Gonzales Barbarán som först inte vill veta av henne då Gonzales Barbaráns familj anser att det är Ekermanns familj som är ansvarig för det krig som dödade Claudio och skadade Peru allvarligt. Efterhand inleder Ekermann och Gonzales Barbarán tillsammans en läkningsprocess av krigets följder.

## Produktion och inspelning
Storm över Anderna producerades av Wiström för Månharen Film & TV, Sveriges Television AB och Casablanca Latinfilms S.A.C. Den mottog filmstöd av Stiftelsen Svenska Filminstitutet och hade Norsk Rikskringkasting och Oy Yleisradio AB som samarbetspartners. Filmen regisserades av Wiström och fotades av Iván Blanco och Göran Gester. Den klipptes av Gester och Wiström.

## Musik
Filmmusiken komponerades av Jon Rekdal. I övrigt används låtarna "Conjunto musical Tancayllo", "Los Amigos" och "Sañayca".